# Владивостоцький трамвай
Владивостоцький трамвай — найстаріша трамвайна система в азійський частині Росії, перший трамвай вийшов на вулиці Владивостока 9 жовтня 1912 року.
Наприкінці XX — початку XXI ст. перебував у кризовому стані через відсутність коштів на придбання нового рухомого складу, ремонту чинного та оплату електроенергії. Причиною поганого стану є економічні прорахунки міської влади, зокрема, тривалий час (впродовж 8 років, до 1 березня 2002 року) трамвай, як і весь муніципальний транспорт, залишався безкоштовним для пасажирів.

## Історія
До виникнення електричного трамвая у Владивостоці існував омнібус. Першу трамвайну лінію «Вокзал — Лугова вулиця» було закладено 23 червня 1908 року, будівництво здійснювалось бельгійською електричною компанією, яка виграла тендер, що був заявлений міською думою.
Чотири роки по тому лінією пройшов перший трамвай (маршрут № 1). Всього на маршрут виходило 5 вагонів. Рухомий склад складали дерев'яні вагони бельгійського виробництва. Владивосток став першим містом на Далекому Сході, де з'явився електротранспорт. Збереглось прізвище першого водія трамваю — Вигурський.
Перше трамвайне депо було розташоване на «Луговій» і було ліквідовано тільки наприкінці XX століття. Впродовж 1915—1917 років було споруджено лінію «Вокзал — Перша Річка», наприкінці якої було побудоване друге трамвайне депо (воно також не збереглося до наших часів). Тоді протяжність трамвайної колії склала 11 км, а рухомий склад збільшився до 14 вагонів.
У часи радянської влади бельгійські трамваї замінили спочатку на списані вагони з Харкова, а потім на трамваї чеської компанії «Škoda», але ця модель мала слабкою гальмову системою, що в умовах гірського рельєфу спричинило декілька аварій.
У 1934 році почалась масштабна реконструкція трамвайної колії, в ході якої трамваї було переведено на широку колію. При цьому колію не тільки розширили, але й перенесли на інші вулиці. Зокрема, з Океанського проспекту колію було перенесено на вулицю 25 Жовтня (нині — вулиця Алеутська), а на вулиці Луговій частину трамвайної колії було перенесено з Ленінської (нині — Свєтланівська) на Іванівську вулицю. Одночасно маршрут № 2 було подовжено від «Першої Річки» до «Робочої Слобідки» (нині — «3-тя Робоча»).
З початком німецько-радянської війни розвиток трамваю припинився.
Лише наприкінці 1960-х років колію було подовжено у двох напрямках (до Мінного городка та Сахалінської вулиці) і було запущено 3 трамвайних маршрути:
| Маршрути трамваїв наприкінці 1960-х років | Маршрути трамваїв наприкінці 1960-х років | Маршрути трамваїв наприкінці 1960-х років |
| №                                         | Початковий пункт                          | Кінцевий пункт                            |
| ----------------------------------------- | ----------------------------------------- | ----------------------------------------- |
| 4                                         | Вокзал                                    | Сахалінська вулиця                        |
| 5                                         | Вокзал                                    | Мінне містечко                            |
| 6                                         | Сахалінська вулиця                        | Мінне містечко                            |

У 1980-х роках лінію від 3-ї Робочої було подовжено до міськмолококомбінату з відкриттям маршруту № 7 «Вокзал — Молокозавод». У 1991 році цей маршрут було подовжено до зупинки «Вулиця Баляєва». При цьому ці зупинки розташувалися на різних схилах однієї сопки, практично закільцював трамвайні маршрути, від однієї з цих зупинок до другої можливо дійти менше ніж за 10 хвилин. Розібрано розворотні кола на зупинках «Перша Річка», «Молокозавод» і «Лугова».
2008 року з'явились чутки щодо планів адміністрації міста закрити маршрут № 7 через майбутні зміни схеми руху транспорту у центрі міста та перевести маршрут № 6 на одноколійну лінію з метою розширення автошляху на вулиці Спортивній. Однак, вже у жовтні 2008 року мером міста було озвучено плани щодо повного знищення трамваю у найближчий час в місті через дуже велику вартість вагонів, як і тролейбусів, у порівнянні з вартістю нових автобусів. Зі слів мера, для міста краще придбати автобусі, частина яких можна буде перевести на газове паливо.
У листопаді 2008 року у деяких місцях було відремонтовано трамвайну колію, але незабаром на одній із цих ділянок — у районі зупинки «Некрасовська» — протягом одного тижня сталося три сходу вагонів з рейок, у зв'язку з чим рейки на цій ділянці було визнано зношеними та було прийнято рішення закрити з 4 грудня 2008 року на невизначений термін маршрут № 7. Однак, з 11 грудня 2008 року рух було все ж поновлений, але лише на частині маршруту — на ділянці від 3-ї Робочої до вулиці Баляєва (маршрут № 10). Ремонт ділянки у районі «Некрасовської» та «Першої Річки» тривав ще два тижні. Маршрут № 7 збиралися запускати тільки у 2009 році, але рух був поновлений вже 25 грудня 2008 року.
24 квітня 2009 року на нараді робітників підприємства «Електричний транспорт» було озвучено плани адміністрації щодо закриття трамваю та заміни його тролейбусом. Але навіть перспектива цієї альтернативної заміни дуже примарна, тому що ще невідомо, чи будуть придбані тролейбуси для міста.
26 травня 2009 року адміністрацією міста було заявлено про реорганізацію трамвайно-тролейбусного руху. Трамвайну колію буде знищено на вулицях Свєтланська, Алеутська та на Океанському проспекті (до «Першої Річки» та Некрасовського моста), тому що трамвай на цих ділянках створює рваний потік руху, а через трамвайну колію на вулиці Алеутській неможливо здійснювати однобічний рух. Там, де колія знаходиться відокремленої від дороги (вулиці Сахалінська, Борісенко, Баляєва, Лугова, Жигура, 3-тя Робоча, Народний проспект (до Некрасовського моста)), трамвай планувалося зберегти. Розгорненні кільця маршруту №  6 на «Мінному містечку» та маршруту № 7 на «Вулиці Баляєва» пропонувалося з'єднати завдяки будівництву тунелю під вулицею Баляєва. Під Некрасовським мостом планувалося побудувати нове розгорнене кільце. Таким чином, планувалося з трьох маршрутів зробити один, який здійснював би перевезення пасажирів на напрямку «Сахалінська вулиця — Некрасовська вулиця» зі збереженням розгорненого кільця на «3-ій Робочоій». Замінити трамвай на вулицях Некрасовська, Алеутська, Свєтланська, Океанському проспекті припускалося тролейбусом. Причини, з яких трамвай збиралися замінити тролейбусом — будівництво моста через бухту Золотий Ріг. Адже саме на цих ділянках планувалося здійснювати рух транспорту до мосту. Про придбання тролейбусів та будівництві контактної мережі нічого не було сказано. Тому, певне всього, трамвайну колію буде просто знищено, без заміни, зі збереженням єдиного маршруту № 6 «Сахалінська вулиця — Мінне містечко».

Владивостоцькі трамваї
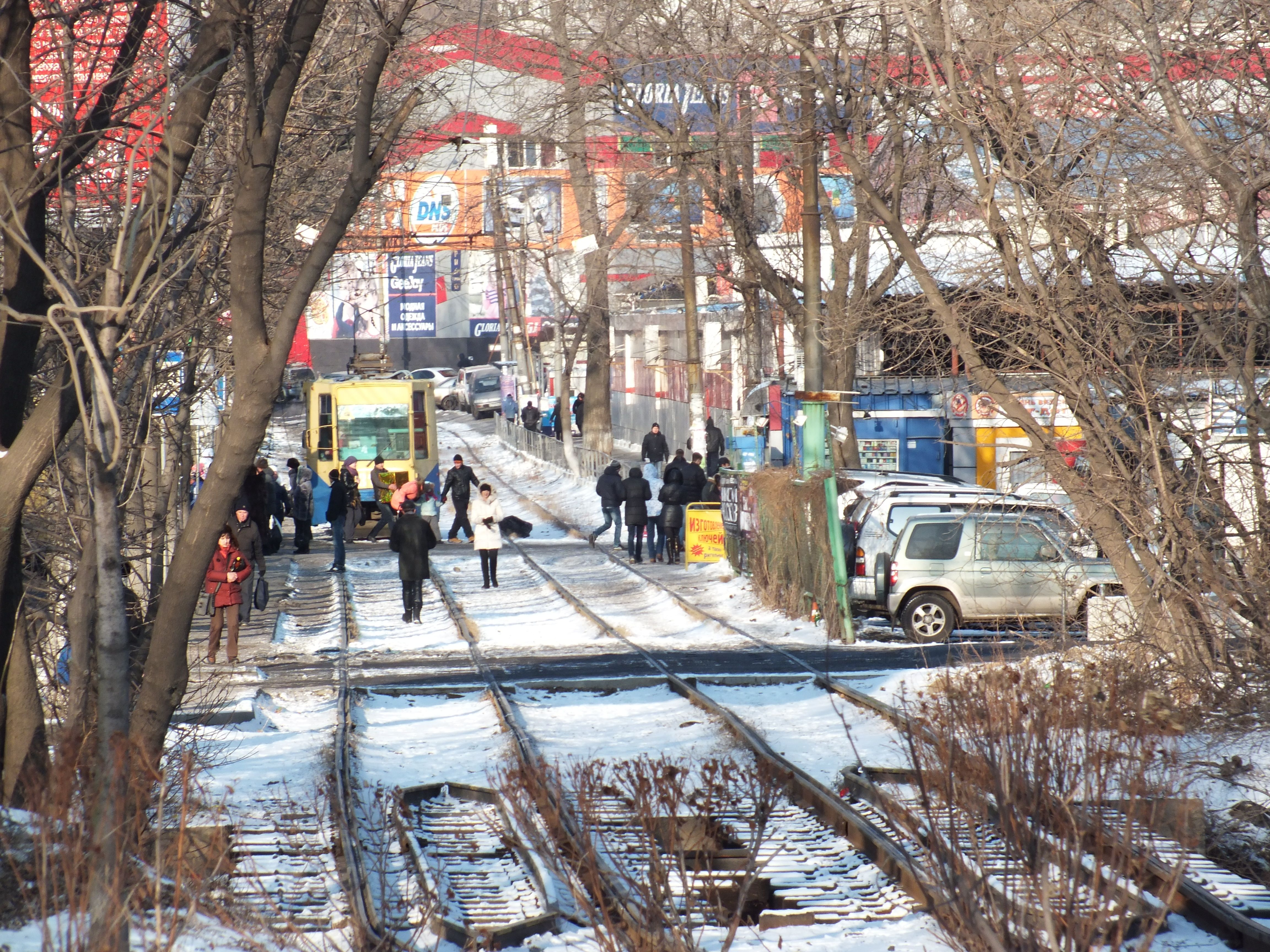
Зупинка трамваю «Спортивна» у 2014 році
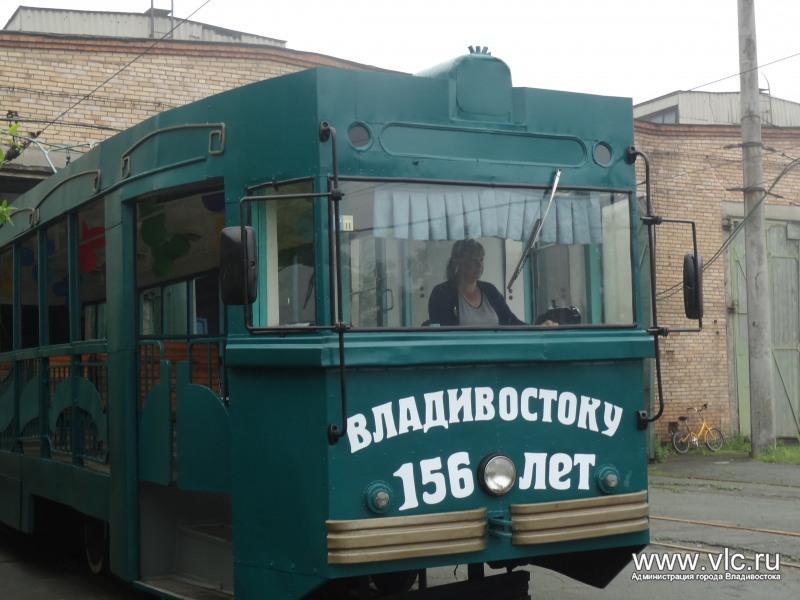
РВЗ-6М2 № 251 з відкритим правим бортом, оформлений на честь 156-річчя Владивостока
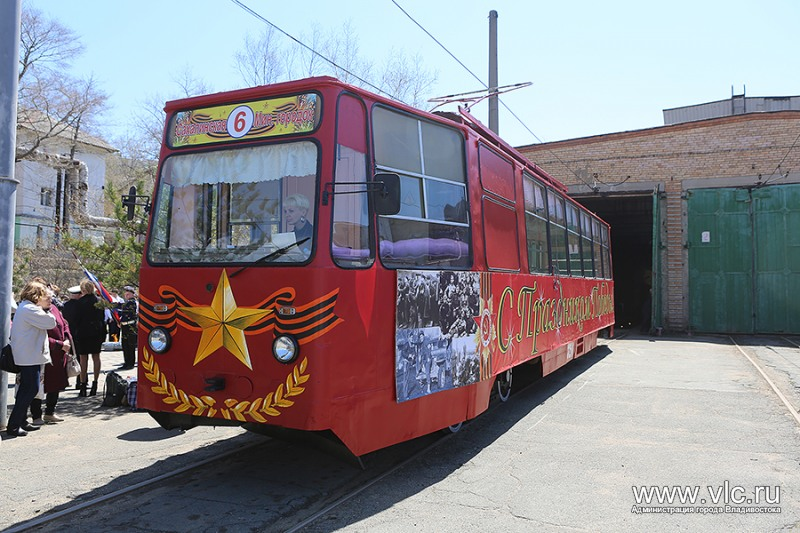
ЛМ-93 № 320
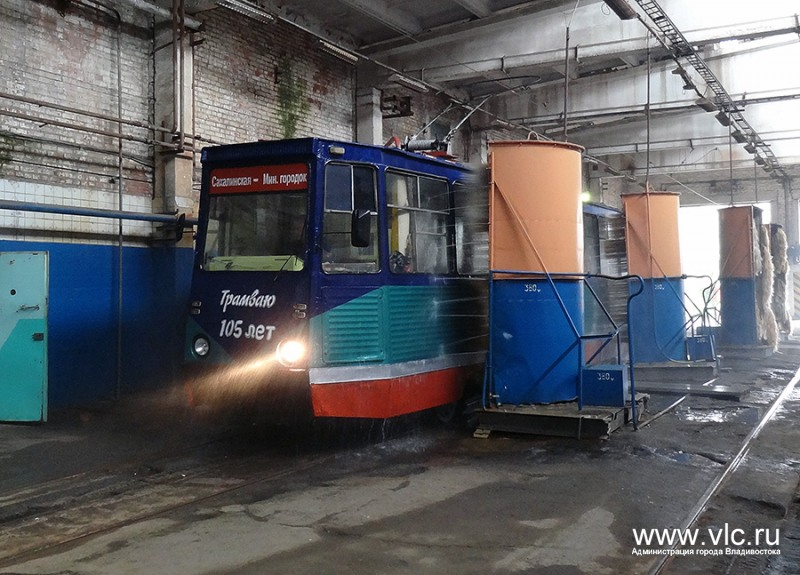
КТМ-5 № 297 на мийці у депо
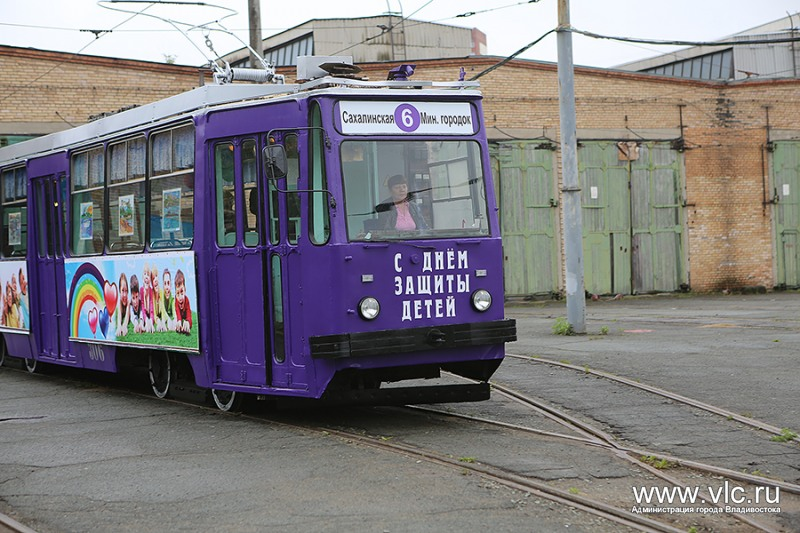
ЛМ-93 № 306 на території депо, 2016 рік

6 липня 2009 року було прийнято рішення щодо закриття трамвайного руху у Владивостоці. Як альтернатива трамваям розглядаються автобуси, які працюють на газовому паливі. Деталі мер міста розповів у ході прямої лінії, організованою газетою «Владивосток». Як розповів голова міста, трамваї стали винятковістю на центральній вулиці міста — Свєтланській. Потім під скорочення попадає лінія Баляєва — Сахалінська, це мусить допомогти з ліквідацією транспортного затору у районі вулиці Спортивної. «У перспективі ми плануємо перевести увесь транспорт на газ, — уточнив мер, — Трамваї ми залишимо на деяких маршрутах, щоб, так мовити, зберегти міський колорит. Ми хочемо пустити трамвай на Корабельну набережну. І зараз розглядається такий варіант. Маршрут не буде дуже тривалим — 3-4 зупинки».
З 26 липня 2009 року маршрут № 7 скасований через великий знос колії, але приводом стала масова аварія, у якої був винуватий трамвай .
15 серпня 2009 року почався демонтаж колії закритого маршруту № 7. Демонтаж розпочався на розі вулиць Алеутська та Свєтланська.
11 вересня 2009 року, о 09:30 розпочався демонтаж колії на ділянці між «3-ї Робочою» та зупинкою «Жигур».
Станом на липень 2009 року в місті існувало 42 пасажирські вагони. Найзатребуванішим був маршрут № 4, в період його роботи. Особливо популярним він становиться в період з 07:30 до 09:00, коли більшість пасажирів їхала на роботу та навчання у центр міста. Бували випадки, коли з зупинки «Лугова вулиця» неможливо було виїхати: не було вільного місця у трамваї і люди змушені були чекати на наступний вагон або користуватися автобусом. Привід, з якого немає фінансування трамвайного господарства, зі слів міської влади — «Трамвай є непопулярним транспортним засобом». Маршрут № 6 також достатньо популярний, тому що його колія повністю відділена від дороги. Трамвай є єдиний транспортний засіб, на якому можна встигнути на перший електропоїзд до Находки о 06:20 ранку. Щодня працювали 23 вагони (до 10:00 на маршрутах № 4 і 6, після цієї години тільки на маршруті № 6). Перший трамвай здійснював рейс із депо о 05:00 ранку. Рух маршруту № 6 тривав до 22:00, коли останній трамвай повертався на Сахалінську вулицю.
| Маршрути трамваїв станом на вересень 2009 року | Маршрути трамваїв станом на вересень 2009 року | Маршрути трамваїв станом на вересень 2009 року | Маршрути трамваїв станом на вересень 2009 року | Маршрути трамваїв станом на вересень 2009 року |
| №                                              | Початковий пункт                               | Кінцевий пункт                                 | Інтервал руху, хв.                             | Примітка                                       |
| ---------------------------------------------- | ---------------------------------------------- | ---------------------------------------------- | ---------------------------------------------- | ---------------------------------------------- |
| 4                                              | Сахалінська вулиця                             | Залізничний вокзал                             | 8—9                                            | Працював до 10:00 у будні дні                  |
| 6                                              | Мінне містечко                                 | Сахалінська вулиця                             | 2—3                                            |                                                |

Загальна довжина колії становила понад 40 кілометрів. Єдине збережене трамвайне депо розташоване на вулиці Борисенко (на маршруті трамваїв № 4, 6).
З 23 січня 2017 року вартість проїзду у трамваї становила 14,00 ₽. Контактна мережа демонтована, окрім маршруту «Мінне містечко — Сахалінська вулиця». Станом на серпень 2017 року фрагменти рейок збереглися на Алеутській вулиці (на південь від вокзалу), Свєтланській вулиці (від вулиці Металістів до вулиці Капітана Шефнера).
З 1 січня 2018 року вартість проїзду складала 16,00 ₽. З 30 вересня 2019 року відбулося підвищення вартості одразу на 4 ₽ і становить проїзду 20,00 ₽.
Адміністрація Владивостока 28 листопада 2019 року уклала контракт на доставку 10 трамваїв моделей 71-619К та 71-619КС із Москви до Владивостока. Сума контракту склала 8,492 млн ₽ при початковій (максимальній) — 15,2 млн ₽. 10 січня 2020 року до Владивостоку надійшли перші два трамваї 71-619К із Москви. Таким чином, було покладено початок оновленню рухомого складу у найстарішої трамвайної системі Азіатської частини Росії. До цього останнє оновлення трамвайного парку було у серпні 1999 року.
8 березня 2020 року в свій перший рейс вийшли перші п'ять трамваїв 71-619К та 71-619КС (№ 330—333, 338), які надійшли з Москви до Владивостоку.

## Маршрути
На теперішній час у Владивостоці діє єдиний трамвайний маршрут № 6 «Сахалінська вулиця — Мінне містечко». Випуск станом на серпень 2017 року становив 10 поїздів. Інтервал руху 6—8 хвилин.
| Перелік трамвайних маршрутів в місті Владивосток | Перелік трамвайних маршрутів в місті Владивосток | Перелік трамвайних маршрутів в місті Владивосток | Перелік трамвайних маршрутів в місті Владивосток |
| №                                                | Початковий пункт                                 | Кінцевий пункт                                   | Примітка                                         |
| ------------------------------------------------ | ------------------------------------------------ | ------------------------------------------------ | ------------------------------------------------ |
| 1                                                | Вокзал                                           | Вулиця Лугова                                    |                                                  |
| 2                                                | Вокзал                                           | 3-тя Робоча вулиця                               |                                                  |
| 3                                                | Лугова вулиця                                    | 3-тя Робоча вулиця                               |                                                  |
| 4                                                | Сахалінськая вулиця                              | Вокзал                                           | Скасований 10 липня 2010                         |
| 5                                                | Вокзал                                           | Мінне містечко                                   | Скасований 2007 року                             |
| 6                                                | Сахалінська вулиця                               | Мінне містечко                                   | Єдиний діючий маршрут                            |
| 7                                                | Вокзал                                           | Вулиця Баляєва                                   | Скасований 26 липня 2009                         |
| 9                                                | Сахалінська вулиця                               | Лугова вулиця                                    |                                                  |
| 10                                               | Вулиця Баляєва                                   | 3-тя Робоча вулиця                               |                                                  |

Закриті трамвайні лінії
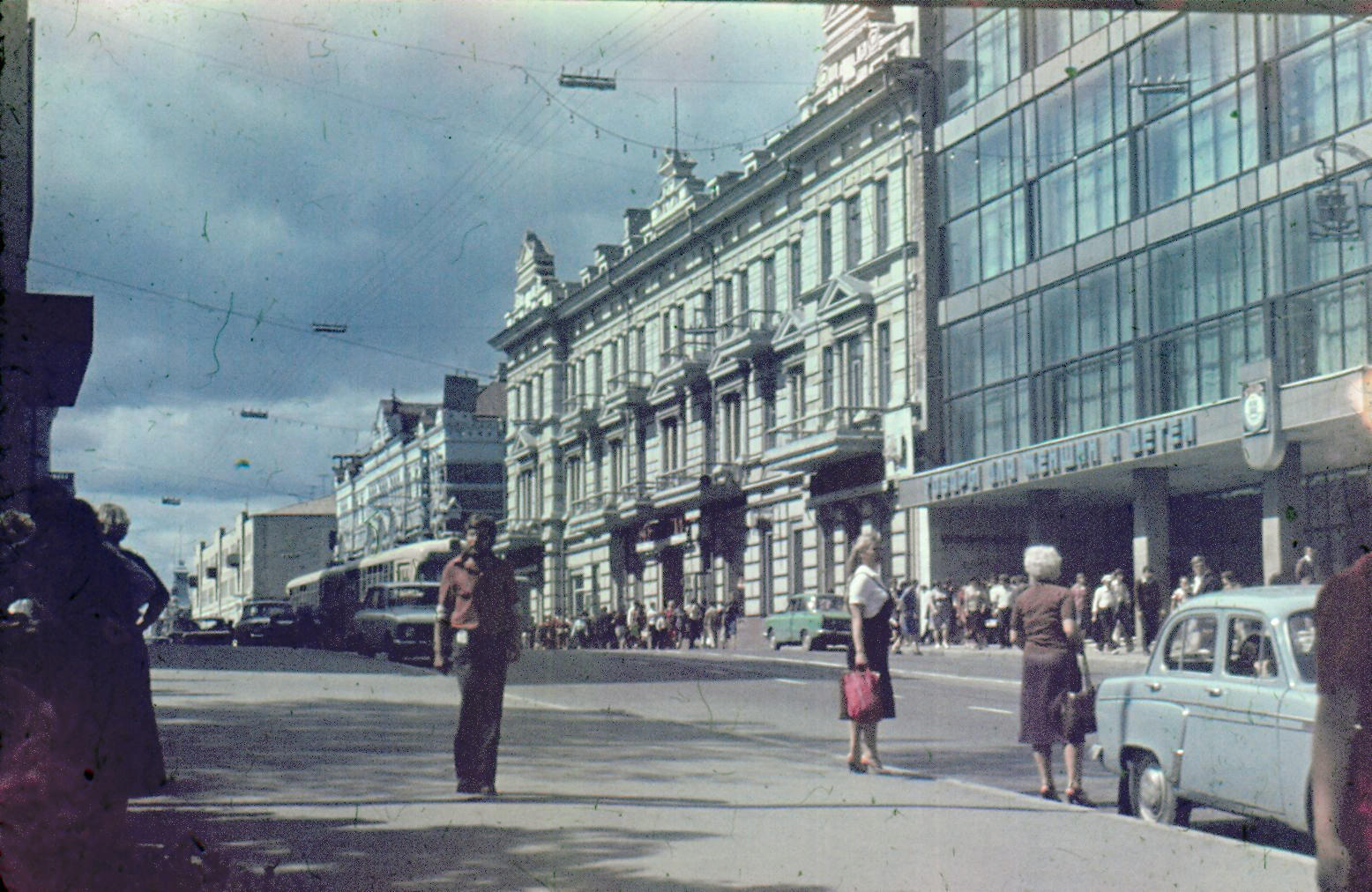
Два вагона РВЗ-6 на Свєтланській вулиця, вересень 1982
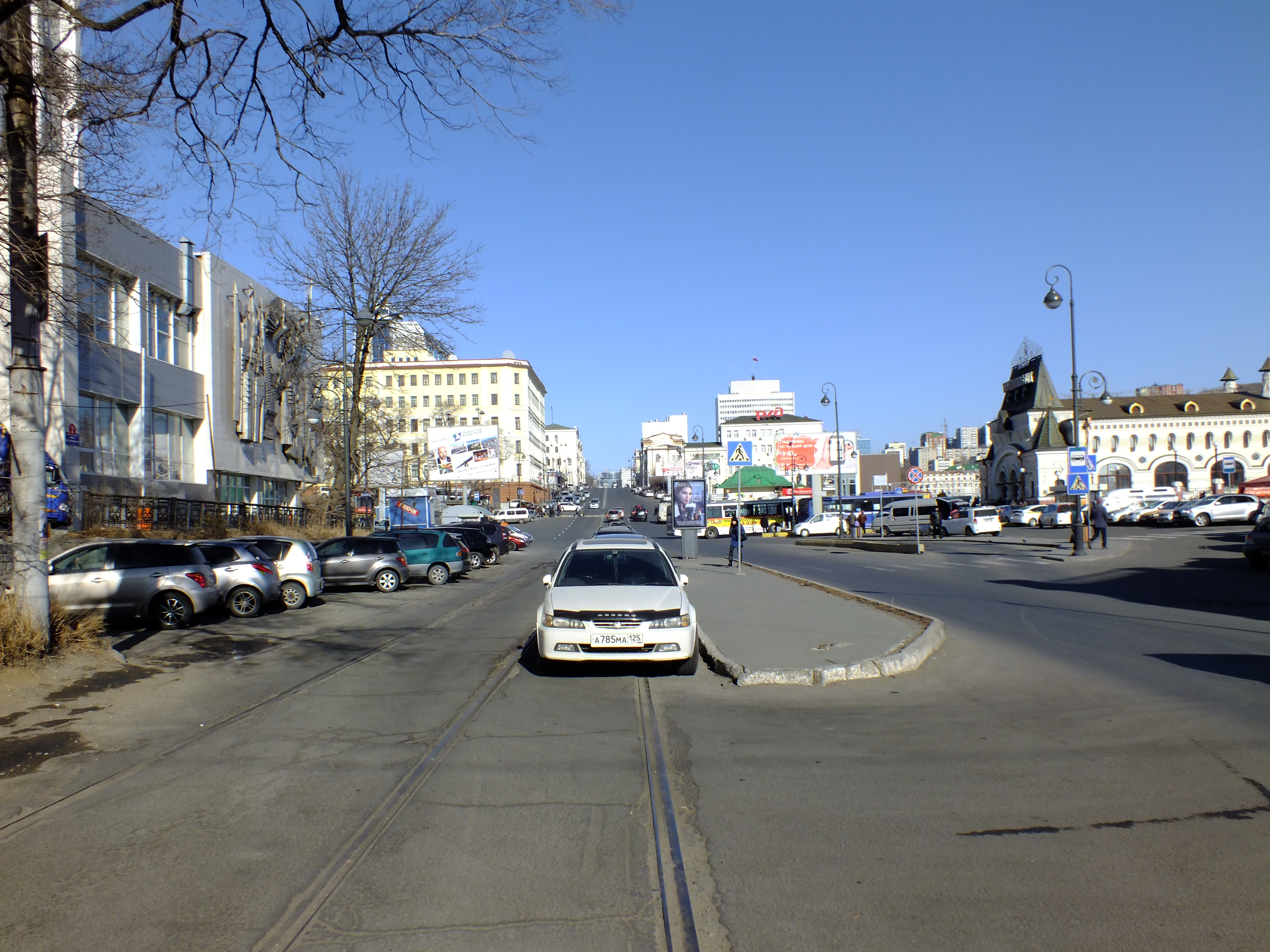
Залишки трамвайних колій біля залізничного вокзалу, січень 2016
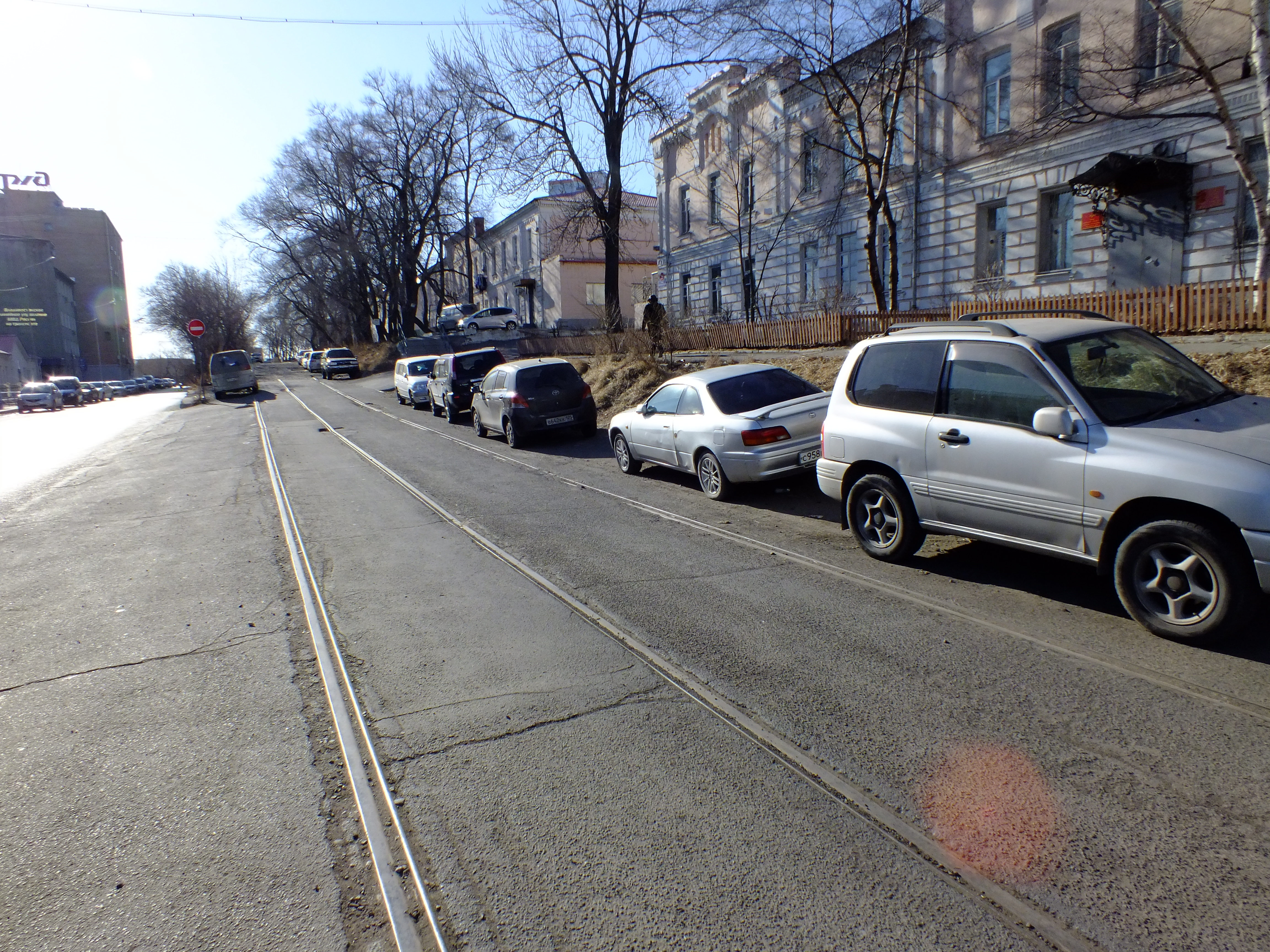
Трамвайна лінія біля колишнього розворотного кільця у районі залізничного вокзалу, січень 2016

## Рухомий склад
Рухомий склад складається з РВЗ-6М2, КТМ-5М3, 71-608К і ЛМ-93 (останні 5 трамваїв, придбанні у 1996, 1999 рр.). Вагони функціонують по одному (раніше існували трамвайні потяги з 2—3-х вагонів РВЗ-6М2). Як струмознімач використовується бугельні струмознімачі.
| Статистика рухомого складу станом на січень 2020 року | Статистика рухомого складу станом на січень 2020 року | Статистика рухомого складу станом на січень 2020 року | Статистика рухомого складу станом на січень 2020 року |
| Модель                                                | Фото                                                  | Кількість                                             | Бортові номери                                        |
| ----------------------------------------------------- | ----------------------------------------------------- | ----------------------------------------------------- | ----------------------------------------------------- |
| Пасажирський рухомий склад                            |                                                       |                                                       |                                                       |
| 71-619К                                               |                                                       | 8                                                     |                                                       |
| 71-619КС                                              |                                                       | 2                                                     |                                                       |
| КТМ-5М3                                               |                                                       | 7                                                     | 280, 281, 284, 289, 293, 295, 297                     |
| РВЗ-6М2                                               |                                                       | 4                                                     | 221, 222, 225, 229                                    |
| 71-608К                                               |                                                       | 7                                                     | 303, 309, 311, 312, 313, 314, 318                     |
| ЛМ-93                                                 |                                                       | 3                                                     | 298, 306, 320                                         |
|                                                       | Всього:                                               | 31                                                    |                                                       |
| Службовий рухомий склад                               |                                                       |                                                       |                                                       |
| ГС-4 (КРТТЗ)                                          |                                                       | 2                                                     | 47, 48                                                |
| ТК-28А                                                |                                                       | 1                                                     | 03                                                    |
| РВЗ-6М2                                               |                                                       | 1                                                     | 10                                                    |
| 71-605А                                               |                                                       | 1                                                     | 09                                                    |
|                                                       | Всього:                                               | 5                                                     |                                                       |